# Homopus
A Homopus vagy bozótteknősök a hüllők (Reptilia) osztályába, ezen belül a teknősök (Testudines) rendjébe és a Szárazföldi teknősfélék (Testudinidae) családjába tartozó nem.

## Rendszerezés
A nembe az alábbi 5 faj tartozik:
- fokföldi bozótteknős (Homopus areolatus)
- Berger-bozótteknős (Homopus bergeri)
- Boulenger-bozótteknős (Homopus boulengeri)
- sarkantyús bozótteknős (Homopus femoralis)
- fűrészes bozótteknős (Homopus signatus)